# Karl Renner
Karl Renner, né le 14 décembre 1870 à Untertannowitz (aujourd’hui Dolní Dunajovice, en Moravie) et mort le 31 décembre 1950 à Vienne, est un homme d'État socialiste et juriste autrichien.
Il est chancelier fédéral au début de la Première République, de 1918 à 1920, représentant en 1919 son pays lors des négociations du traité de Saint-Germain-en-Laye. De 1920 à 1934, il occupe un poste de délégué au Conseil national et le préside de 1931 à 1933.
Après la Seconde Guerre mondiale et l'indépendance de l'Autriche, il est chef du Gouvernement provisoire en 1945, et premier président fédéral de la Deuxième République de 1945 à 1950.

## Biographie

### Origines et formation
Karl Renner naît le 14 décembre 1870, à Unter-Tannowitz. Il est le fils de Matthäus Renner et de son épouse Maria Habiger.
Renner est né dans une famille de paysans pauvres dont il est le dix-huitième enfant. Malgré cela, ses aptitudes intellectuelles lui ouvrent la porte des études supérieures. Il étudie ainsi le droit à l'université de Vienne de 1890 à 1896, et est, en 1895, l'un des membres fondateurs de l'organisation internationale Naturfreunde (« Les Amis de la nature ») dont il crée le logotype.

### Carrière universitaire
Renner est l'auteur de Rechtsinstitute des Privatrechts und ihre soziale Funktion. Ein Beitrag zur Kritik des bürgerlichen Rechts (Institutions du droit privé et leur fonction sociale. Une contribution à la critique du droit civil.), publié en 1904. Cet écrit fait de lui l'un des initiateurs de la sociologie du droit.
À l'instar du social-démocrate autrichien Otto Bauer, ses idées concernant la protection juridique des minorités culturelles n'accèdent que maintenant à une acceptation et à une application pratique.

### Carrière politique
Attiré par la politique, Renner, bibliothécaire au Parlement, intègre le Parti ouvrier social-démocrate en 1896. Il représente son parti au Conseil impérial (Reichsrat) à partir de 1907. Il accède, après le retrait de l'empereur Charles Ier, aux fonctions de chancelier fédéral et de ministre des Affaires étrangères de 1918 à 1920.
Après le traité de Saint-Germain-en-Laye de 1919, faisant suite à la Première Guerre mondiale, l'Autriche est proclamée république et Renner, qui y représente son pays, est nommé président du Conseil national (assemblée représentative). Il soutient l'idée d'une annexion de l'Autriche par l'Allemagne, mais s'éloigne cependant de la politique à cause de l'Anschluss, pendant la Seconde Guerre mondiale.
À son retour en politique, à la chute du Troisième Reich, il met en place un gouvernement provisoire le 27 avril 1945, dont il est le premier chancelier, et se bat pour obtenir que l'Autriche soit considérée comme une république indépendante. Le 20 décembre 1945, il est élu président fédéral avec 204 voix sur 205. Il reste en fonctions jusqu'à sa mort, le 31 décembre 1950. Il est enterré au cimetière central de Vienne.